# Ахъяна
Ахъяна — традиционный музыкальный театр, а также жанр поэзии Гуджарати.
Был распространён в основном в Гуджарате, запад Индии.

## Этимология и определение
Ахъяна с санскрита дословно переводится как говорить или повествовать. В 12 столетии ученый Хемчандра упомянул Ахъяну в своей Каванусашана как часть истории из религиозных текстов, которую рассказывал Грансика (профессиональный сказочник) в сопровождении пения и актерского мастерства для того, чтобы проинформировать аудиторию. Это определение не включает в себя повествования таких немифических историй как у Нарсин Мета. В основном, Ахъяне можно дать такое определение — истории, которые рассказывает сказочник, в сопровождении с музыкой и актерским мастерством для того, чтобы дать религиозные наставление аудитории. Доларраи Манкад определил этот жанр как форму поэзии и сферу действий.

## Ахъяна

### Исполнитель
Повествователей или профессиональных рассказчиков, которые читали Ахъяны назывались манбхатами или гагариа-бхаттами.
Они исполняли поэзию под музыку в сопровождении актерской игры. Они носили серебряные или медные кольца на пальцах, которые использовались издавать звуки, ударяя по перевернутому медному кувшину для воды или большому шаровидному металлическому горшку с узкой горловиной и более широкой частью посередине. Мана или Гагар в гуджарати дословно означают горшок.
В качестве музыкального сопровождения также использовались тарелки (jhanjh), цилиндрические барабаны с высоким корпусом (pakhavaj), табла, и фисгармонь.
Ахъяны рассказывались только манбхаттами, которые принадлежали к касте брахманов, поэтому Ахъяны, которые сочинил автор из другой касты, были даны им только для декламации.
Накар из касты Бани, гуджаратский сочинитель в средневековой литературе, считается одним из тех, кто не принадлежит к брахманам.
Они в основном находились в южной стороне Гуджарата.

### Темы
Это форма принятия религиозных эпизодов из мифологических историй, а также былин, таких как Рамаяна, Mахабхарата и Бхагавата. Иногда были введены немифологические истории религиозных преданий, например Нарсин Мета.

### Форма
Ахъяны разделены на несколько строф, так называемые Кадавины. Кадавин происходит от слова на санскрите кадавак, что означает «происхождение от нагромождения мелодий и ритмов». Кадавин или же повествование состоит из трех частей: Мукхабандх (введение или преамбула), Дхал (повествование) и Валан (выводы). Мукхабандх это две первых строки, в которых говорится о теме или причине повествования. Дхал является рассказом в деталях о произошедшем. Валан - последние две строки, в которых сначала описывается короткое изложение эпизода, о котором рассказывают, а потом эпизода о котором будет рассказ. Все Ахъяны рассказаны в этих трех частях Кудавин. Иногда, при сильном эмоциональном напряжении, используется Пада форма между повествовательной и описательной частей Ахъян.
Так как Ахъяны тесно связана с религиозной поэзией, все начинается с поклонения Ганеше, бог, который помогает преодолеть все препятствия, после которого идет Сарасвати, богиня учений. После этого, повествователь вводит в рассказ эпизод, который взят из мифологии, былин или жизней приверженцев. После рассказа, в самом конце повествователь цитирует колофон. В колофон входит имя рассказчика, дата сочинения и такая автобиографическая информация, как место жительства повествователя, имя его отца или наставника, ведомости о его семье. Стихотворение заканчивается одним или более Фалашрути, материальные блага, которые даются после прослушивания Ахъян. Их добавляют с целью привлечения внимания аудитории. Зрителям обещают, что эти блага, как избавление от всех грехов, мокши, это конец телесных недугов, рождение ребенка, богатство. Для того, чтобы повествование имело влияние на людей, иногда обнародуют настоящие источники истории или даже часть поэмы. Хоть эти рассказы и взяты из былин и мифологии, иногда их рассказывали для того, чтобы развлечь публику. Истории переделывали так, чтобы внести в рассказ обычаи и культуру того времени, чтобы сделать его более современным для того времени. Все Ахъяны заканчиваются на счастливой ноте, как это принято в театральных традициях санскрита
Длина Ахъян значительно варьировалась, как и Сидамахарит, который длился от трех до четырех часов, пока читалась Налакхъяна, которую излагали до нескольких дней.

## История
В работе Хемчандра, Кавианисашана, Ахъяна описывается как форма поэзии в XII веке. Поэт XV века, Бхалан написал огромное количество Ахъян, включая известную Налахъян, где рассказывается история Нала-Дамаянти. Также были очень популярны Кунварбайну Мамеру, связанные с жизнью Нарсин Мета. Накар был одним из немногих авторов в XVI веке, кто не принадлежал к касте брахманов. Бхоха Бхагат и Шамал Бхатт (17-й век написали несколько Ахъян. Вирджи (XVII в.) написал Ахъяну Балираяну, на основе истории Махабали. Ахъяна достигла своего пика в XVI—XVII веках. Одним из самых известных толкователей искусства в это время был Премананд Бхатт. Он написал Окхахаран, который основан на истории Аннирудха-Уша. Это было важным элементом в религиозной жизни среднего класса гуджаратцев в течение нескольких сот лет. Эта тенденция продолжала снижаться и почти исчезла в XIX веке. Позже некоторые гуджаратские поэты современности, такие как Балмукунд Дэйв написал Ахъяны в жанре поэзии, но Ахъяны больше никогда не исполняли вновь. В настоящее время только ода семья из Вадодара в Гуджарате исполняет Ахъяны.